# Emilio Mora
Hugo Emilio Mora López (né le 7 mars 1978 à Apatzingán au Mexique) est un joueur de football international mexicain, qui évoluait au poste d'attaquant.

## Biographie

### Carrière en club
Avec l'équipe de Cruz Azul, il dispute une finale de Copa Libertadores en 2001.

### Carrière en sélection
Avec l'équipe du Mexique, il joue 12 matchs (pour un but inscrit) entre 1998 et 2004. 
Il figure dans le groupe des sélectionnés lors des Gold Cup de 1998 et de 2000. Le Mexique remporte la compétition en 1998.
Il joue enfin la Coupe du monde des moins de 20 ans 1997 organisée en Malaisie.

## Palmarès
| Cruz Azul - Copa Libertadores : - Finaliste : 2001. |  | Mexique - Gold Cup (1) : - Vainqueur : 1998. |